# مرلي هارمون
مرلي هارمون (بالإنجليزية: Merle Harmon)‏ هو معلق رياضي أمريكي، ولد في 21 يونيو 1926، وتوفي في 15 أبريل 2009.

## وصلات خارجية
- مرلي هارمون على موقع جمعية أبحاث البيسبول الأمريكية (الإنجليزية)